# 鲎藤礁
鲎藤礁（直译：「易洛魁礁」，直译：「羅祖爾礁」，越南语：／，直譯：「曲角礁」），是一座位于南中国海南沙群岛的暗礁。鲎藤礁位于礼乐滩以南，安塘滩西南，马欢岛以东，巴拉望岛西南125海里，整体呈U形，是海水拍打较为激烈的礁石平台。目前中華民國、中華人民共和國、菲律宾、越南皆声称对鲎藤礁拥有主权，該礁尚未被任何国家实际控制。

## 名称
鲎藤礁的英文名称为「易洛魁礁」（Iroquois Reef），为纪念1928年英国考察船「易洛魁号」（HMS Iroquois）前往南海危险地带进行勘测，当时船长为英国皇家海军少将亚瑟·兰伯特·杰克逊（Arthur Lambert Jackson）。
中华民国没有为此礁命名。按照1935年中华民国水陆地图审查委员会审定公布的《中国南海各岛屿华英名对照表》，以及1947年10月中华民国内政部公布的《南海諸島新舊名稱對照表》，此礁都不在表内。
1983年4月，中华人民共和国中国地名委员会公布《我国南海诸岛部分标准地名》，此礁定名为「鲎藤礁」，旁注当地渔民习用名称「鲎藤」。1987年广东省地名委员会编写的《南海诸岛地名资料汇编》称是因为退潮时露出一串串礁石如鲎产卵，故名。
菲律宾方面称为「罗祖尔礁」。越南则称为「曲角礁」（越南语：／）。

## 主權爭議
2011年6月2日，菲律宾指控中国的测量船和军舰在鱟藤礁卸下建筑材料并建立哨所，多次侵犯菲律賓主權，將向聯合國抗議中國行為。
2023年9月14日，菲律賓表示發現鲎藤礁海域近期有多艘中國漁船集结游弋。隨後菲方勘查發現鱟藤礁周邊珊瑚受損，懷疑遭到中國開採破壞。菲律賓研擬就中国破坏珊瑚礁問題状告国际法庭，但中國否認指控，並稱菲律賓利用虛構的信息編排政治鬧劇。
2024年4月6日，菲律宾海岸警卫队表示中国船只於4月4日在鲎藤礁，以假装准备发射水炮来威胁菲律宾渔民。中國海警局則指責菲方以「护渔」幌子侵權，组织多艘船只在鲎藤礁邻近海域活动，中国海警對此進行处置。
2024年12月2日，中國海警局發表聲明，稱近日菲律賓多艘船隻在鱟藤礁海域聚集，並帶媒體記者隨拍。中國要求菲律賓停止侵權挑釁，表示將對菲方船隻採取必要管控措施。
2025年6月20日，菲律宾海岸防卫队证实从6月17日起有50多艘中国海上民兵船只在鲎藤礁附近集结，菲律宾已派遣警卫队船只和侦察机监视。